# Gudbrandsjuvet

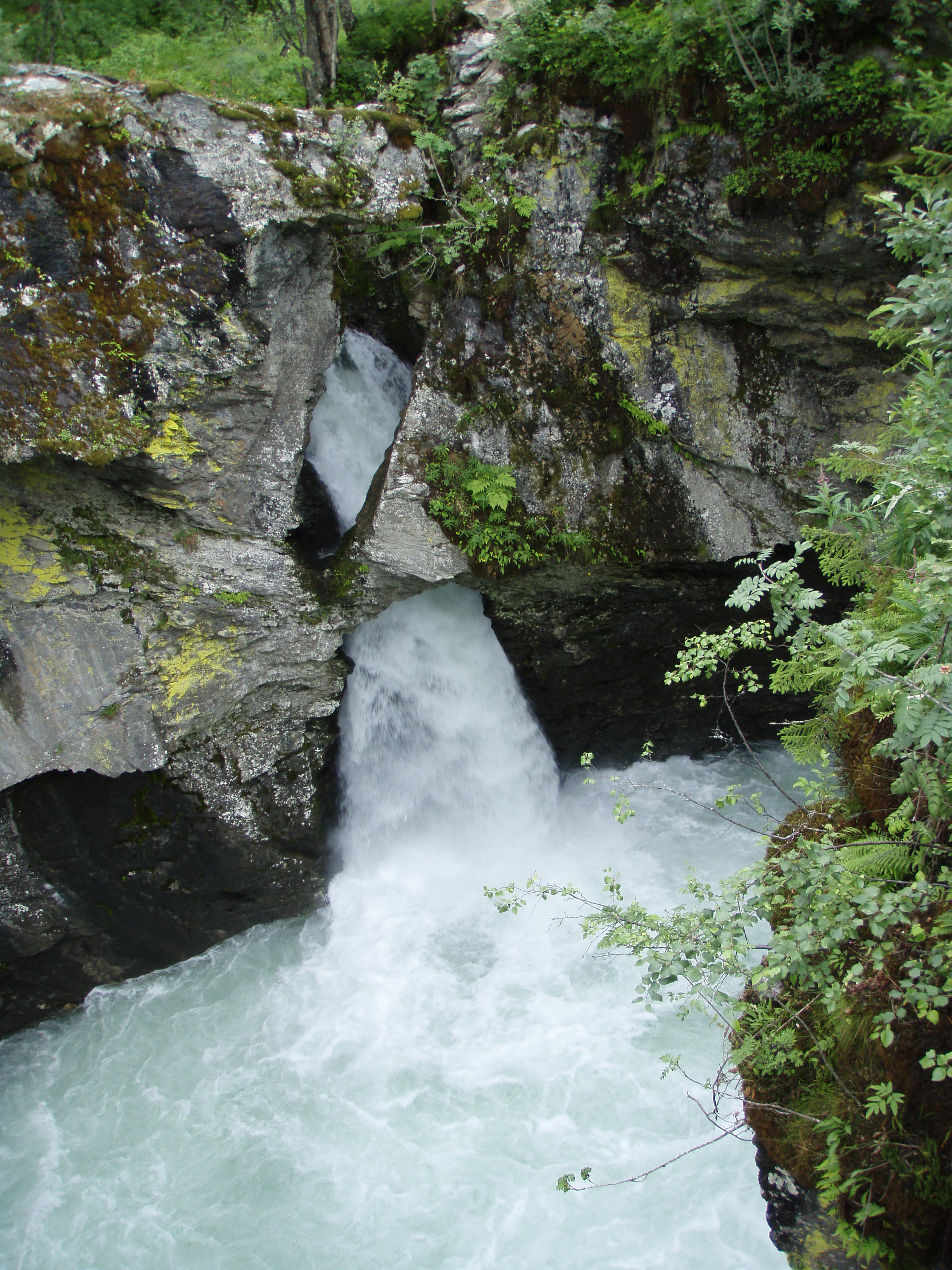
Vattenfall i Gudbrandsjuvet

Gudbrandsjuvet är en klyfta i älven Valldølas vattenföring i Valldalen i Fjords  kommun i landskapet Sunnmøre i västra Norge, där den nationella turistvägen mellan Valldal och Trollstigen, fylkesväg 63, korsar älven på en bro över klyftan. Klyftan är fem meter bred och 20–25 meter djup.
Klyftan har enligt en sägen från 1500-talet fått sitt namn efter en man vid namn Gudbrand, som rövade en brud och räddade sig från sina förföljare genom hoppa över klyftan på dess smalaste plats. Gudbrand blev fredlös och bodde resten av sitt liv i en hydda av sten i en sidodal.
En utsiktsplattform, ritad av Jensen & Skodvin Arkitektkontor, har byggts 2009 vid Gudbrandsjuvet.